# Kot
Kót (tudi ravnínski kót, če želimo poudariti razliko s prostorskim kotom) je del ravnine, ki ga omejujeta dva poltraka z istim izhodiščem. Ta dva poltraka se imenujeta kraka kota, njuno skupno izhodišče pa vrh kota. Kote se običajno označuje z malimi črkami grške abecede: α (alfa), β (beta), γ (gama), δ (delta), ε (epsilon), φ (fi), ...
Kot lahko (zlasti v povezavi s trigonometrijskimi funkcijami) pomeni tudi zasuk poltraka okoli izhodišča. V tem primeru je kot lahko tudi večji od polnega kota (večji od 360°).
Kot, ki ima vrh V, kraka pa potekata skozi točki A in B se označi {\displaystyle <\!\!\!)~AVB} (vrh kota označuje srednja črka).

## Enote za merjenje kotov
Velikost kota (krajše kar kot) se meri z naslednjimi enotami:
- radian, polni kot meri  2*π (rad)
- kotna stopinja,  polni kot meri  360°
- grad (enota) ali gon,  polni kot meri  400g
- tisočinka, polni kot meri 6400 tisočink
- s podajanjem naklonskega kota v procentih ali promilih
- z mnogokratnikom pravega kota, polni kot meri 4R.

## Posebni koti
- kot nič meri 0° oz 0 (rad).
- ostri kot meri manj kot 90° oz π/2 (rad).
- pravi kot, običajno označen z R (včasih tudi z L), meri 90° oz π/2 (rad).
- topi kot meri več kot 90° oz π/2 (rad) in manj kot 180° oz π (rad).
- iztegnjeni kot meri 180° oz π (rad).
- vdrti kot meri več kot 180° oz π (rad) in manj kot 360° oz 2*π (rad).
- polni kot meri 360° oz 2*π (rad).
- izbočeni kot meri manj kot 180°

## Relacije med koti
Nekatere pare kotov povezujejo posebne zveze:
- sovršna kota imata skupen vrh, kraki pa se dopolnjujejo v dve premici
- sosednja kota imata skupen vrh in en krak
- sokota sta sosednja kota, ki skupaj sestavljata polravnino
- suplementarna kota imata vsoto 180ccc
- komplementarna kota imata vsoto 90°